# 8월 8일
8월 8일은 그레고리력으로 220번째(윤년일 경우 221번째) 날에 해당한다.

## 사건
- 870년 - 동프랑크의 루트비히 독일인과 서프랑크의 대머리 카를 사이에 메르센 조약이 체결, 로타링기아(로렌)이 동서로 분할되었다.
- 1220년 - 스웨덴, 리훌라 전투에서 에스토니아에 패전.
- 1792년 - 프랑스 루이 16세 국왕 폐위. 프랑스 왕정 붕괴
- 1863년 - 로버트 E. 리, 게티즈버그 전투 패배에 책임을 지고 제퍼슨 데이비스 남부 동맹 대통령에게 사직서를 제출하다. 그러나 이 사직서는 거부되었다.
- 1918년 - 제1차 세계 대전, 아미앵 전투가 시작되다.
- 1945년 - 소련, 일본에 선전포고
- 1946년 - 콘베어 B-36 첫 비행을 시작
- 1949년 - 부탄 독립하다.
- 1953년 - 변영태 외무장관과 존 포스터 덜레스 미 국무장관, 경무대서 한미상호방위조약 가조인
- 1973년 - 김대중 납치사건이 발생하다.
- 1974년 - 워터게이트 스캔들로 미국의 리처드 닉슨 대통령이 사임을 발표하다.
- 1975년 - 대한민국, 싱가포르와 수교.
- 1988년 - 미얀마에서 8888 봉기 발생.
- 1989년 - 가이후 도시키(海部俊樹), 최연소 일본 총리에 취임.
- 1990년 - 소설가 황석영(黃晳暎), 범민족대회남측추진본부 대표자격으로 평양 도착.
- 1991년
  - 유엔 안전보장이사회, 남북한의 유엔가입 신청안을 이의없이 채택. (유엔 안전 보장 이사회 결의 제702호)
  - 레바논에서 이슬람 지하드에 5년 넘게 인질로 붙잡혀 있던 영국 저널리스트 존 매카시가 풀려나다.
- 2000년 - 현대그룹 3차 소떼 방북. 인도네시아 수하르토 전 대통령 국고유용혐의로 기소.
- 2003년 - 대구에서 경부선 무궁화호 열차, 화물열차와 추돌사고로 2명 사망 96명 부상.
- 2004년 - 자신을 검거하려던 경관 두 명을 살해한 혐의로 쫓기던 이학만이 붙잡히다.
- 2006년
  - 계속되는 무더위로 인하여 전력소비량이 급증, 연일 최대 전력소비량을 갈아치우고 있으며, 아파트는 물론 대사관, 관공서까지 정전사태가 발생했다.
  - 대한민국이 세계최초로 개발한 고속휴대인터넷 와이브로 기술이 미국에 수출됐다.
  - 춘천에서 부녀자들을 상대로 납치 및 강도살인 행각을 벌인 용의자 김종빈(39세)을 검거하였다.
- 2008년 - 조지아와 남오세티야간의 영토 분쟁으로 남오세티야 편의 러시아는 전투기를 이용하여 조지아의 바지아니 공군 기지를 폭격하였다. 이러하여 8월 8일부터 8월 17일까지 조지아-러시아 간에 전쟁이 있었다.
- 2011년 - 일요일부터 시작된 군사 개입으로 시리아에서 최소 65명이 시위 중 사망하였다.
- 2018년 - 대한민국 경찰이 워마드 대표를 비롯한 운영진들에 대해 음란물 유포 방조 혐의를 적용해서 체포영장을 받고 추적에 착수하였다.

## 문화
- 1786년 - J.발마와 M.파카르가 몽블랑 산을 최초로 등반했다.
- 1929년 - 독일 비행선 LZ 127 그라프 제펠린, 세계 일주 여행 시작.
- 1947년 - 파키스탄 국기 채택.
- 1967년 - 필리핀, 말레이시아, 싱가포르, 인도네시아, 태국 등 5개국, 동남아시아 국가연합(ASEAN) 결성.
- 1969년 - MBC TV 개국.
- 1992년 - 여자 핸드볼, 바르셀로나 올림픽에서 한국 구기사상 첫 올림픽 2연패.
- 2001년 - 부산 도시철도 2호선 서면역 ~ 금련산역 구간이 개통되었다.
- 2008년 - 중국 베이징시에서 2008년 하계 올림픽 개막.
- 2013년 - 한국은행 금융통화위원회가 기준금리를 2.50%로 동결하다.
- 2016년 - 대한민국의 4인조 걸그룹 BLACKPINK가 데뷔하였다.
- 2020년 - 수도권 전철 5호선 하남선 구간 상일동역 ~ 하남풍산역 1단계 구간(강일역 제외)이 개통되었다.
- 2021년 - 2020 도쿄 올림픽이 폐막되었다.

## 탄생
- 1170년 - 스페인의 성직자 성 도미니코. (~1221년)
- 1812년 - 미국의 해군 제독 존 로저스. (~1882년)
- 1866년 - 미국의 흑인 북극 탐험가 매슈 헨슨. (~1955년)
- 1879년
  - 일본의 군인 데라우치 히사이치. (~1946년)
  - 멕시코 혁명의 주도자 에밀리아노 사파타. (~1919년)
- 1900년 - 미국의 작곡가 아론 코플랜드. (~1990년)
- 1901년 - 미국의 물리학자 어니스트 로런스. (~1958년)
- 1902년 - 영국의 물리학자 폴 디랙. (~1984년)
- 1926년 - 대한민국의 군인 노재현. (~2019년)
- 1931년 - 영국의 수학자 로저 펜로즈.
- 1937년 - 미국의 배우 더스틴 호프먼.
- 1940년 - 대한민국의 법조인 서정신. (~2016년)
- 1941년 - 미국의 영화배우 얼 보엔. (~2023년)
- 1946년 - 대한민국의 군인, 공무원 김재철. (~2025년)
- 1947년 - 미국의 배우 래리 윌콕스.
- 1948년
  - 대한민국의 승려, 정치인 김길수.
  - 일본의 전 축구 선수 마쓰나가 아키라.
- 1949년 - 동독의 군인 베르너 바인홀트. (~2024년)
- 1951년 - 네덜란드의 전 축구 선수, 현 축구 감독 루이스 판 할.
- 1953년
  - 대한민국의 희극인 엄영수.
  - 미국의 군인, 28대 국방부 장관 로이드 오스틴.
- 1956년 - 대한민국의 법조인 박삼봉. (~2015년)
- 1958년
  - 대한민국의 가수 설운도.
  - 미국의 방송인 데보라 노빌.
- 1960년
  - 대한민국의 가수 임병수.
  - 조선민주주의인민공화국의 정치인 리룡남.
- 1961년 - 대한민국의 가수 길은정. (~2005년)
- 1962년 - 독일의 배우 올리버 슈토코프스키.
- 1963년
  - 대한민국의 영화 감독, 영화 각본가 허진호.
  - 일본의 성우 후카미 리카.
  - 일본의 성우 시노하라 에미. (~2024년)
- 1966년
  - 대한민국의 배우 조성하.
  - 일본의 만화가 키토 모히로.
- 1967년 - 일본의 배우 아마미 유키.
- 1968년
  - 대한민국의 의사 윤한덕. (~2019년)
  - 대한민국의 영화감독 김형준.
  - 일본의 연쇄살인범 마에우에 히로시. (~2009년)
- 1969년
  - 대한민국의 전 레슬링 선수 송성일. (~1995년)
  - 대한민국의 배우 이정용.
  - 중국 태생 홍콩의 가수 왕페이.
- 1970년 - 대한민국의 전 축구 선수 이기범.
- 1971년 - 대한민국의 정치인 최영일.
- 1972년
  - 루마니아의 축구 선수, 감독 비오렐 몰도반.
  - 프랑스의 체조 선수 에리크 푸자드. (~2024년)
- 1976년
  - 대한민국의 성우 최한.
  - 대한민국의 무술 겸 배우 김태환.
  - 일본의 전 프로 축구 선수 다카하시 나오키.
- 1977년 - 일본의 희극인 네코 히로시.
- 1978년
  - 대한민국의 배우 전정로.
  - 일본의 성우 쿠와타니 나츠코.
  - 프랑스의 축구 선수 루이 사아.
- 1980년 - 네덜란드의 야구 선수 디호마르 마크웰.
- 1981년
  - 스위스의 테니스 선수 로저 페더러.
  - 일본의 가수 이이다 카오리.
  - 대한민국의 희극인 손소연.
  - 대한민국의 가수 성은.
  - 대한민국의 가수 JC지은.
  - 튀르키예의 가수 심게.
- 1984년
  - 대한민국의 배우 유호린.
  - 대한민국의 전 스키점프 선수 강칠구.
  - 대한민국의 배우 이승훈.
- 1985년 - 폴란드의 육상 선수 아니타 브워다르치크.
- 1986년 - 대한민국의 배구 선수 이기범.
- 1987년
  - 중국의 배우 장위치.
  - 스코틀랜드의 배우 케이티 렁.
- 1988년
  - 대한민국의 배우 이은성.
  - 대한민국의 배우 수혜.
  - 대한민국의 배우 장준유.
  - 대한민국의 유도 선수 김민정.
  - 영국의 왕족 요크 공녀 베아트리스.
  - 중국의 배우 니니.
- 1989년 - 미국의 배우 켄 보먼.
- 1990년
  - 대한민국의 야구 선수 박찬.
  - 체코의 축구 선수 블라디미르 다리다.
- 1991년
  - 스페인의 축구 선수 마르타 코레데라.
  - 카메툰의 축구 선수 조엘 마티프.
- 1992년
  - 일본의 성우 아이다 리카코.
  - 스위스의 축구 선수 요시프 드르미치.
  - 아르메니아의 체조 선수 아르투르 다브탼.
- 1994년
  - 대한민국의 가수 민재 (스펙트럼).
  - 미국의 가수 라우브.
  - 미국의 배우 매들린 페치.
  - 일본의 야구 선수 다나카 가즈키.
  - 캐나다의 쇼트트랙 선수 파스칼 디옹.
- 1995년 - 대한민국의 래퍼 에스쿱스 (세븐틴).
- 1996년 - 일본의 아이돌 마츠오카 나츠미.
- 1997년
  - 대한민국의 가수 영훈 (더보이즈).
  - 대한민국의 배우 천희주.
  - 태국의 태권도 선수 파니팍 웡파타나낏.
- 1998년
  - 대한민국의 바둑 기사 조승아.
  - 캐나다의 싱어송라이터 숀 멘데스.
- 1999년 - 중국의 가수 샤오쥔 (WayV).
- 2000년 - 캐나다의 테니스 선수 펠릭스 오제 알리아심.
- 2001년 - 대한민국의 뮤지컬 배우 최하람.
- 2002년 - 대한민국의 가수 이강성. (GHOST9)

## 사망
- 998년 - 고려의 문신, 군인, 외교관 서희. (942년~)
- 1869년 - 영국의 사진가 로저 펜튼. (1819년~)
- 1876년 - 노르웨이의 화가 아돌프 티데만트. (1814년~)
- 1909년 - 호주의 수녀 메리 매킬럽. (1842년~)
- 1916년 - 독일의 음악가 프란츠 에케르트. (1852년~)
- 1930년 - 스코틀랜드의 역도 선수 론서스턴 엘리엇. (1874년~)
- 1944년
  - 독일의 군인 미하일 비트만. (1914년~)
  - 독일의 군인 에리히 회프너. (1886년~)
  - 독일의 군인 에르빈 폰 비츨레벤. (1881년~)
- 1947년 - 러시아 제국의 장군 안톤 데니킨. (1872년~)
- 1959년 - 이탈리아의 종교인 루이지 스투르초. (1871년~)
- 1974년 - 나치의 지도자 발두어 폰 시라흐. (1907년~)
- 1980년 - 대한민국의 독립운동가 김홍일. (1898년~)
- 1996년 - 영국의 물리학자 네빌 프랜시스 모트. (1905년~)
- 2003년 - 대한민국의 언론인 방일영. (1923년~)
- 2004년 - 캐나다의 배우 페이 레이. (1907년~)
- 2010년 - 미국의 영화배우 패트리샤 닐. (1926년~)
- 2014년 - 대한민국의 가수 박성신. (1968년~)
- 2017년 - 미국의 가수 글렌 캠벨. (1936년~)
- 2018년
  - 대한민국의 문화평론가 황현산. (1945년~)
  - 대한민국의 심리학자 이정모. (1944년~)
- 2021년 - 미국의 언어학자 라일라 글라이트만. (1929년~)
- 2022년
  - 대한민국의 배우 김성원. (1936년~)
  - 대한민국의 관료 이상희. (1932년~)
  - 오스트레일리아의 가수, 영화배우 올리비아 뉴턴존. (1948년~)
- 2023년 - 미국의 싱어송라이터 식스토 로드리게스. (1942년~)
- 2024년
  - 미국의 영화배우 미치 매콜. (1932년~)
  - 대한민국의 정치인 양보윤. (1956년~)

## 기념일
- 무궁화의 날: 대한민국
- 농부의 날: 탄자니아
- 아버지의 날 혹은 바바의 날(爸爸節): 중화민국
- 세계 고양이의 날

## 같이 보기
- 전날: 8월 7일 다음날: 8월 9일 - 전달: 7월 8일 다음달: 9월 8일
- 음력: 8월 8일
- 모두 보기